# وزن ثقيل

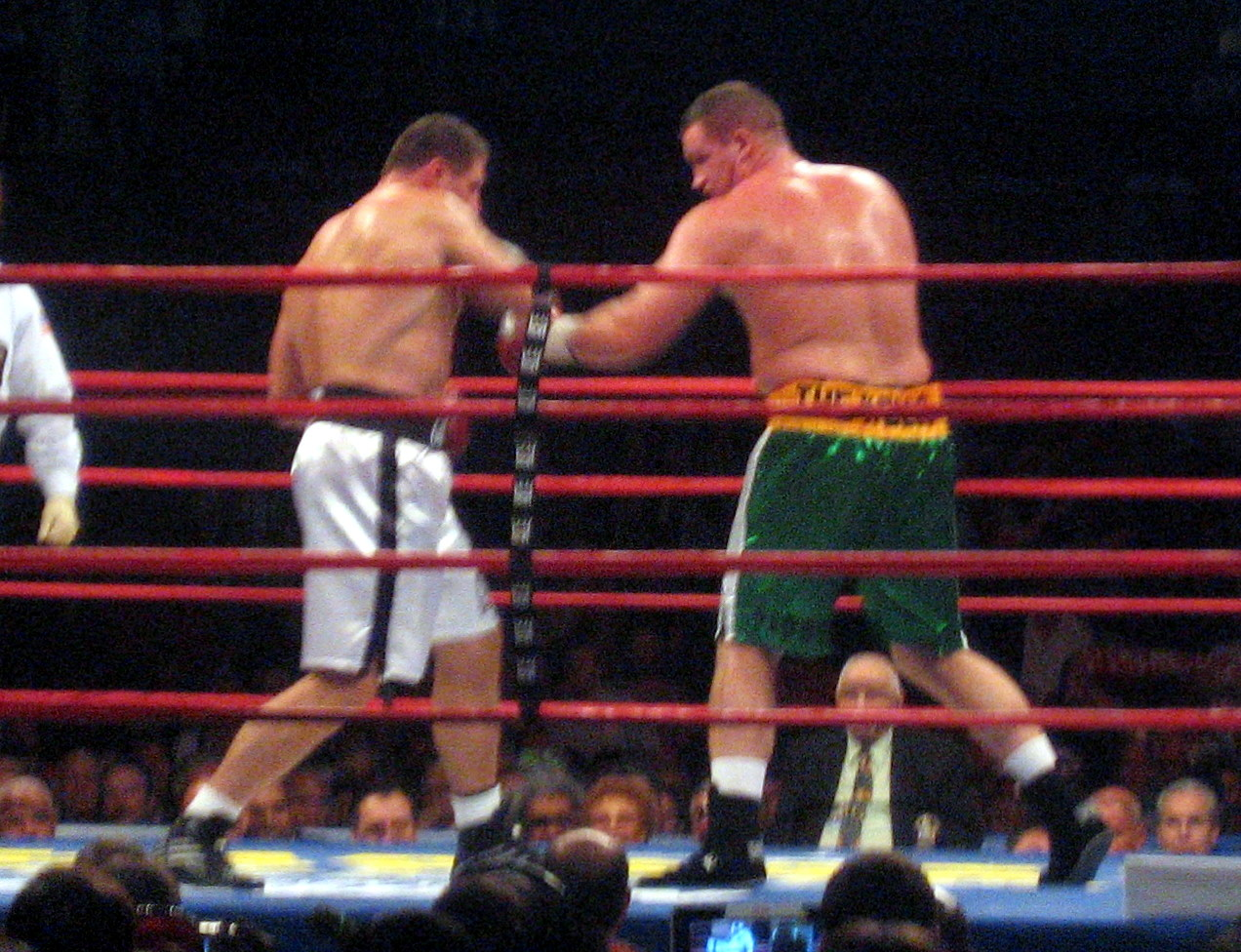
ملاكما الوزن الثقيل أندرو جولوتا (على اليسار) ضد كيفن ماكبرايد في ماديسون سكوير جاردن.

الوزن الثقيل هو فئة وزن في رياضات القتالية والمصارعة المحترفة.

## الملاكمة

### احترافي
يعتبر الملاكمون الذكور الذين يزنون أكثر من 200 رطل (91 كـغ؛ 14 ستون 4 رطل) من الوزن الثقيل من قبل اثنتين من المنظمات الأربع الكبرى للملاكمة المحترفة: الاتحاد الدولي للملاكمة ومنظمة الملاكمة العالمية. في عام 2020، قام المجلس العالمي للملاكمة بزيادة تصنيف الوزن الثقيل إلى 224 رطلاً (102 كجم؛ 16 ستون) للسماح بإنشاء فئة وزن جديدة تُعرف بوزن الجسر. قامة رابطة الملاكمة العالمية بنفس الشيء في عام 2023. يعتبر الملاكمات الإناث اللواتي يزن أكثر من 175 رطل (79 كـغ؛ 12 ستون 7 رطل) من الوزن الثقيل من قبل الاتحاد الدولي للملاكمة ومجلس الملاكمة العالمي. لا تمتلك رابطة الملاكمة العالمية ومنظمة الملاكمة العالمية لقب عالمي في الوزن الثقيل للسيدات.

#### التطور التاريخي
لأن هذه الفئة لا تملك حدًا أعلى للوزن، فقد كانت تُعرّف بشكل غامض تاريخيًا. على سبيل المثال، في القرن التاسع عشر، كان العديد من أبطال الوزن الثقيل يزنون 170 رطل (77 كـغ؛ 12 ستون 2 رطل) أو أقل (على الرغم من أن البعض كان يزن 200 رطل).
في عام 1920، تم تشكيل فئة الوزن الخفيف الثقيل، بوزن أقصى يبلغ 175 رطل (79 كـغ؛ 12 ستون 7 رطل). وكان أي ملاكم يزيد وزنه عن 175 رطلاً يعتبر في الوزن الثقيل. تم إنشاء فئة وزن الطراد (أولاً للملاكمين في نطاق 175-190 رطلاً) في عام 1979 وتم الاعتراف بها من قبل مختلف منظمات الملاكمة في الثمانينيات بوزن أقصى إما 190 رطل (86 كـغ؛ 13 ستون 8 رطل) أو 190 رطلاً (200 كجم). أو 195 رطل (88 كـغ؛ 13 ستون 13 رطل) . لاحقًا، زادت هذه المنظمات الحد الأقصى لفئة الوزن الطراد إلى 200 رطل.
منذ عام 1975، قامت اتحاد الرياضيين الهواة في الولايات المتحدة ولجنة الرياضة السوفيتية بتأسيس مفهوم جديد في الملاكمة الدولية، يُطلق عليه "الثنائيات الثقيلة"، وهو مسابقة بين فرق الوزن الثقيل من الولايات المتحدة والاتحاد السوفيتي.
اعتبارًا من عام 2023، يحمل فلاديمير كليتشكو الرقم القياسي لأكبر عدد من الملاكمين الذين تمت هزيمتهم للحصول على لقب العالم في الوزن الثقيل، حيث هزم 23 ملاكمًا. يحمل كليتشكو أيضًا الرقم القياسي لأطول فترة حكم متواصلة لبطولة الوزن الثقيل على الإطلاق، بمدة 4,382 يومًا كبطل للوزن الثقيل. حقق جو لويس أكبر عدد من الانتصارات في نزالات لقب العالم في الوزن الثقيل، حيث فاز في 27 نزالًا. يحمل لويس الرقم القياسي لأكبر عدد من الدفاعات المتتالية عن اللقب في هذه الفئة، بمجموع 26 دفاعًا عن لقب العالم. وهذا أيضًا يمثل الرقم القياسي لأكبر عدد من الدفاعات المتتالية عن اللقب في تاريخ الملاكمة.
أربعة ملاكمين استعادوا لقب الوزن الثقيل في مباراة إعادة فورية: فلويد باترسون في عام 1960، ومحمد علي في عام 1978، ولينوكس لويس في عام 2001، وأنتوني جوشوا في عام 2019. يحمل جورج فورمان الرقم القياسي كأكبر ملاكم وزن ثقيل سنًا يحقق اللقب، حيث أصبح بطلًا في سن 45 عامًا، بينما يحمل مايك تايسون الرقم القياسي لأصغر بطل للوزن الثقيل بعمر 20 عامًا. كما أصبح تايسون أول ملاكم وزن ثقيل يمتلك الأحزمة الثلاثة الكبرى – WBA وWBC وIBF بالإضافة إلى حزام The Ring وألقاب الوزن الثقيل المباشرة في نفس الوقت.

#### أبطال العالم الحاليين
| هيئة العقوبات           | بدأ الحكم      | بطل              | سِجِلّ                  | الدفاعات |
| ----------------------- | -------------- | ---------------- | -------------------- | -------- |
| رابطة الملاكمة العالمية | 25 سبتمبر 2021 | أوليكساندر أوسيك | 22–0 (14 ضربة قاضية) | 3        |
| المجلس العالمي للملاكمة | 18 مايو 2024   | أوليكساندر أوسيك | 22–0 (14 ضربة قاضية) | 0        |
| الاتحاد الدولي للملاكمة | 26 يونيو 2024  | دانييل دوبوا     | 22–2 (21 ضربة قاضية) | 1        |
| منظمة الملاكمة العالمية | 25 سبتمبر 2021 | أوليكساندر أوسيك | 22–0 (14 ضربة قاضية) | 3        |

#### التصنيف العالمي الحالي

##### ذا رينج
اعتبارًا من 21 سبتمبر 2024.
المفاتيح:
 ح  بطل العالم الحالي في The Ring
| تصنيف | اسم            | سجل (ف–خ–د)    | الألقاب       |
| ----- | -------------- | -------------- | ------------- |
| ح     | أولكسندر أوسيك | 22–0 (14 KO)   | WBA، WBO، WBC |
| 1     | تايسون فيوري   | 34–1–1 (24 KO) |               |
| 2     | دانيال دوبويس  | 22–2 (21 KO)   | IBF           |
| 3     | جوزيف باركر    | 35–3 (23 KO)   |               |
| 4     | تشانغ زيلي     | 27–2–1 (22 KO) |               |
| 5     | اجيت كابايل    | 25–0 (17 KO)   |               |
| 6     | مارتن باكول    | 21–1 (16 KO)   |               |
| 7     | أنتوني جوشوا   | 28–4 (25 KO)   |               |
| 8     | فيليب هرغوفيش  | 17–1 (14 KO)   |               |
| 9     | إيفي أجاغبا    | 20–1 (14 KO)   |               |
| 10    | جوستيس هوني    | 9–0 (4 KO)     |               |

##### بوكس ريك
اعتباراً من 14 نوفمبر 2024
| رتبة | اسم              | سجل (W–L–D)            | الألقاب         |
| ---- | ---------------- | ---------------------- | --------------- |
| 1    | أوليكساندر أوسيك | 22–0 (14 ضربة قاضية)   | WBA ، WBO ، WBC |
| 2    | أنطوني جوشوا     | 28–4 (25 ضربة قاضية)   |                 |
| 3    | تايسون فيوري     | 34-1-1 (24 ضربة قاضية) |                 |
| 4    | دانييل دوبوا     | 22–2 (21 ضربة قاضية)   |                 |
| 5    | أوتو والين       | 27–2 (15 ضربة قاضية)   |                 |
| 6    | زهيلي تشانغ      | 27–2–1 (22 ضربة قاضية) |                 |
| 7    | جو جويس          | 16–3 (15 ضربة قاضية)   |                 |
| 8    | مراد غاسييف      | 30–2 (23 ضربة قاضية)   |                 |
| 9    | ديليان وايت      | 30–3 (20 ضربة قاضية)   |                 |
| 10   | فيليب هرجوفيتش   | 17–1 (14 ضربة قاضية)   |                 |

#### أطول فترة حكم لأبطال العالم للوزن الثقيل
المفاتيح:
  الفترة النشطة لحمل اللقب
  انتهت فترة الحكم
ملاحظة 1: أبطال WBA (العاديين) غير مشمولين
ملاحظة 2: نزال ألقاب الوزن الثقيل لـ WBO قبل أغسطس 1997 غير مشمول
ملاحظة 3: الأسماء المكتوبة بالخط المائل هي لأبطال لم يفوزوا ببطولة The Ring/البطولة الخطّية (29 أغسطس 1885 - 2 يوليو 1921)/البطولة غير المتنازع عليها (2 يوليو 1921 - حتى الآن)

##### حكم مشترك
القائمة لا تشمل نزالات بطولة The Ring والبطولة الخطّية بعد عام 1921.
اعتبارًا من 22 فبراير 2020 .
| -ترتيب | الاسم              | الحكم المشترك              | أيام كبطل | عدد الحكم | الاعتراف بالترتيبات | انتصارات اللقب | الخصوم المهزومين | القتال        |
| ------ | ------------------ | -------------------------- | --------- | --------- | ------------------- | -------------- | ---------------- | ------------- |
| 1.     | (فلاديمير كليتشكو) | 12 عاماً و 0 شهراً و 0 يوماً  | 4 382     | 2         | الـ WBA، IBF، WBO   | 25             | 23               | [ 15 ]        |
| 2.     | جو لويس            | 11 سنة و 8 أشهر و 8 أيام   | 4 270     | 1         | نيويورك، نبا        | 27             | 22               | [ 16 ] [ 17 ] |
| 3.     | محمد علي           | 9 سنوات و 5 أشهر و 5 أيام  | 3 443     | 3         | نيويورك، WBA، WBC   | 22             | 21               | [ 18 ]        |
| 4.     | لينوكس لويس        | 8 سنوات و 5 أشهر و 13 يوما | 3 086     | 3         | WBA، WBC، IBF       | 15             | 15               | [ 19 ]        |
| 5.     | (فيتالي كليتشكو)   | 7 سنوات و 5 أشهر و 28 يوما | 2 735     | 3         | WBC، WBO            | 15             | 15               | [ 20 ]        |
| 6.     | لاري هولمز         | 7 سنوات و 3 أشهر و 12 يوما | 2 661     | 1         | الـ WBC، IBF        | 20             | 20               | [ 21 ]        |
| 7.     | جاك دمبسي          | 7 سنوات و 2 أشهر و 19 يوما | 2 638     | 1         | نيويورك، نبا        | 6              | 6                | [ 22 ]        |
| 8.     | جون إل سوليفان     | 7 سنوات، 0 أشهر، 10 أيام   | 2 566     | 1         | خطية                | 1              | 1                | [ 23 ]        |
| 9.     | جاك جونسون         | 6 سنوات و 3 أشهر و 11 يوما | 2 292     | 1         | خطية                | 6              | 6                | [ 24 ]        |
| 10.    | إيفاندر هوليفيلد   | 6 سنوات وشهر و يوما        | 2 223     | 4         | WBA، WBC، IBF       | 10             | 9                | [ 25 ]        |
| 11.    | جيمس جيفريز        | 5 سنوات و 11 شهرا و 4 أيام | 2 156     | 1         | خطية                | 8              | 6                | [ 26 ]        |
| 12.    | ديونتاي وايلدر     | 5 سنوات و1 شهر و5 أيام     | 1 859     | 1         | WBC                 | 10             | 8                | [ 27 ]        |
| 13.    | جو فريزر           | 4 سنوات، 10 أشهر، 18 يوما  | 1 785     | 1         | نيويورك، WBA، WBC   | 10             | 10               | [ 28 ]        |
| 14.    | (فلويد باترسون)    | 4 سنوات، 10 أشهر، 0 أيام   | 1 765     | 2         | نيويورك، نبا        | 8              | 7                | [ 29 ]        |
| 15.    | جيمس جاي كوربيت    | 4 سنوات و 6 أشهر و 10 أيام | 1 652     | 1         | خطية                | 2              | 2                | [ 30 ]        |

##### حكم فردي
أدناه توجد قائمة بأطول فترات لحاملي لقب الوزن الثقيل في الملاكمة حسب أطول فترة حكم للفرد. تشمل القائمة كل من بطولات The Ring والبطولات الخطّية. لا ينطبق مجموع الوقت الكلي في المسيرة كبطل (للأبطال المتوجين عدة مرات).
ملاحظة: الأسماء المكتوبة بالخط المائل هي لأبطال لم يفوزوا ببطولة The Ring أو البطولة الخطّية (29 أغسطس 1885 - 2 يوليو 1921) أو البطولة غير المتنازع عليها (2 يوليو 1921 - حتى الآن) خلال فترة حكمهم
| -ترتيب | الاسم              | مدة الحكم                         | الاعتراف بالترتيبات                 | دفاعات ناجحة | الخصوم المهزومين | القتال        |
| ------ | ------------------ | --------------------------------- | ----------------------------------- | ------------ | ---------------- | ------------- |
| 1.     | جو لويس            | 11 سنة و 8 أشهر و 8 أيام          | خطية                                | 26           | 21               | [ 16 ] [ 17 ] |
| 2.     | (فلاديمير كليتشكو) | 9 سنوات و 7 أشهر و 6 أيام         | إيه بي إف (+ WBA، WBO، الحلقة/خطية) | 18           | 17               | [ 31 ]        |
| 3.     | لاري هولمز         | 7 سنوات و 3 أشهر و 12 يوما        | WBC-IBF (+ الحلقة/الخطية)           | 19           | 19               | [ 21 ]        |
| 4.     | جاك دمبسي          | 7 سنوات و 2 أشهر و 19 يوما        | خطية                                | 5            | 5                | [ 22 ]        |
| 5.     | جون إل سوليفان     | 7 سنوات و 0 أشهر و 9 أيام         | خطية                                | 0            | 0                | [ 23 ]        |
| 6.     | جاك جونسون         | 6 سنوات، 3 أشهر، 10 أيام          | خطية                                | 5            | 5                | [ 24 ]        |
| 7.     | محمد علي           | 5 سنوات و 11 شهرا و 9 أيام        | الحلقة/الخطية (+ WBA، WBC منفصلة)   | 9            | 9                | [ 18 ]        |
| 8.     | جيمس جيفريز        | 5 سنوات و 11 شهرا و 4 أيام        | خطية                                | 7            | 6                | [ 26 ]        |
| 9.     | (فيتالي كليتشكو)   | 5 سنوات، 2 أشهر، 4 أيام           | WBC                                 | 9            | 9                | [ 20 ]        |
| 10.    | ديونتاي وايلدر     | 5 سنوات و1 شهر و5 أيام            | WBC                                 | 10           | 9                | [ 32 ]        |
| 11.    | جو فريزر           | 4 سنوات، 10 أشهر، 18 يوما         | نيويورك ساك (+ WBA، WBC)            | 9            | 9                | [ 28 ]        |
| 12.    | جيمس جاي كوربيت    | 4 سنوات و 6 أشهر و 10 أيام        | خطية                                | 1            | 1                | [ 30 ]        |
| 13.    | جيس ويلارد         | 4 سنوات و 2 أشهر و 29 يوما        | خطية                                | 1            | 1                | [ 33 ]        |
| 14.    | تايسون فيوري       | 4 سنوات، 2 أشهر، 3 أسابيع، 6 أيام | WBC                                 | 3            | 3                | [ 34 ]        |
| 15.    | لينوكس لويس        | 4 سنوات، 2 أشهر، 15 يوما          | WBC (+IBF، WBA منفصلة، الخاتم/الخط) | 9            | 8                | [ 19 ]        |
| 16.    | روكي مارسيانو      | 3 سنوات و 11 شهرا و 29 يوما       | خطية                                | 6            | 5                | [ 35 ]        |

### الهواة
تم تحديد الحد الأدنى لوزن فئة الوزن الثقيل في عام 1948 عند 81 كـغ (178.6 رطل) . وتم إنشاء فئة وزن تسمى "الوزن الثقيل الفائق" في عام 1984، وبذلك تم تحديد الحد الأقصى لفئة الوزن الثقيل عند 91 كـغ (200.6 رطل).

## الكيك بوكسينغ
- في رياضة الكيك بوكسينغ، عادة ما يكون وزن المقاتل في فئة الوزن الثقيل بين 88 و 100 كـغ (194 و 220 رطل؛ 13 ستون 12 رطل و 15 ستون 10 رطل). أما المقاتلون الذين يزيد وزنهم عن 100 كـغ (220 رطل؛ 15 ستون 10 رطل) فيعتبرون من فئة الوزن الثقيل الفائق.
- الاتحاد الدولي للكيك بوكسينغ (IKF) الوزن الثقيل (المحترفين والهواة) 215.1–235 رطل (97.6–106.6 كـغ) .
- في عروض غلوري، تكون فئة الوزن الثقيل أكثر من 95 كـغ (209 رطل) ولا يوجد حد أقصى للوزن.
- في بطولة ون، تحتوي فئة الوزن الثقيل على حد أقصى للوزن يبلغ 120.2 كـغ (265 رطل).

## فنون القتال المختلطة
بشكل عام، تُجمّع فئة الوزن الثقيل في فنون القتال المختلطة (MMA) المقاتلين الذين يزنون بين 206 و 265 رطل (93 و 120 كـغ) .
الوزن الثقيل هو أيضًا عنوان فيلم وثائقي وثق معسكر القتال لفابريسيو ويردوم عندما أصبح بطل الوزن الثقيل في UFC.

## المصارعة
يشير مصطلح "الوزن الثقيل العالمي" في المصارعة الحديثة يشير بشكل عام إلى مصارع بطل يُعتبر منافسًا بارزًا، وليس بالضرورة تابعًا لفئة وزنية معينة. عادةً ما يُعتبر لقب بطولة العالم للوزن الثقيل في المصارعة هو اللقب الرئيسي في أي عرض معين. قبل أن تعترف صناعة المصارعة علنًا بالطبيعة المحددة مسبقًا للرياضة، كان يُتنافس على لقب الوزن الثقيل بشكل عام من قبل المصارعين الأكبر حجمًا، بينما يتنافس المصارعون الصغار في فئات مثل "الوزن الثقيل الصغير"، و"الوزن المتوسط" و"الوزن الثقيل الخفيف". ومن الجدير بالذكر أن عرض المصارعة لوتشا ليبري كونسيخو مونديال دي لوتشا ليبري يظل محافظًا على تقسيم الوزن لأبطاله، بينما معظم العروض الأخرى لا تفعل ذلك.

## استخدامات مماثلة
تُستخدم كلمة "الوزن الثقيل" أحيانًا في مجالات أخرى (مثل السياسة) للإشارة إلى شخص قوي أو ذو نفوذ استثنائي. ومن التشبيهات الأخرى في الملاكمة عبارة "يضرب فوق وزنه" للإشارة إلى شخص أو كيان (على سبيل المثال بلد) الذي يكون تأثيره أكبر مما قد تشير إليه صفاته الأساسية.

## روابط خارجية
- ملاكمة باري هوجمان